# Laffly
Laffly war ein französischer Hersteller von Nutz- sowie Militärfahrzeugen.

## Unternehmensgeschichte
Das Unternehmen aus Boulogne-Billancourt wurde 1858 zur Produktion von Feuerwehrgeräten und Straßenbaumaschinen gegründet, der Markenname lautete Laffly. 1898 entstanden einige Automobile, 1912 begann die Produktion von Nutzfahrzeugen, die 1952 endete.

## Fahrzeuge

### Personenwagen
Das Modell A von 1898 war ein Kleinwagen. Für den Antrieb sorgte ein Einzylindermotor. Die Motorleistung wurde mit Ketten auf die Hinterachse übertragen. Die offene Karosserie bot Platz für zwei Personen nebeneinander.
Das Fahrzeug mit der Fahrgestellnummer 13 ist erhalten geblieben. Es war während des Sommers 2012 in der Sonderausstellung Als die Autos laufen lernten im Pantheon Basel im schweizerischen Muttenz ausgestellt.

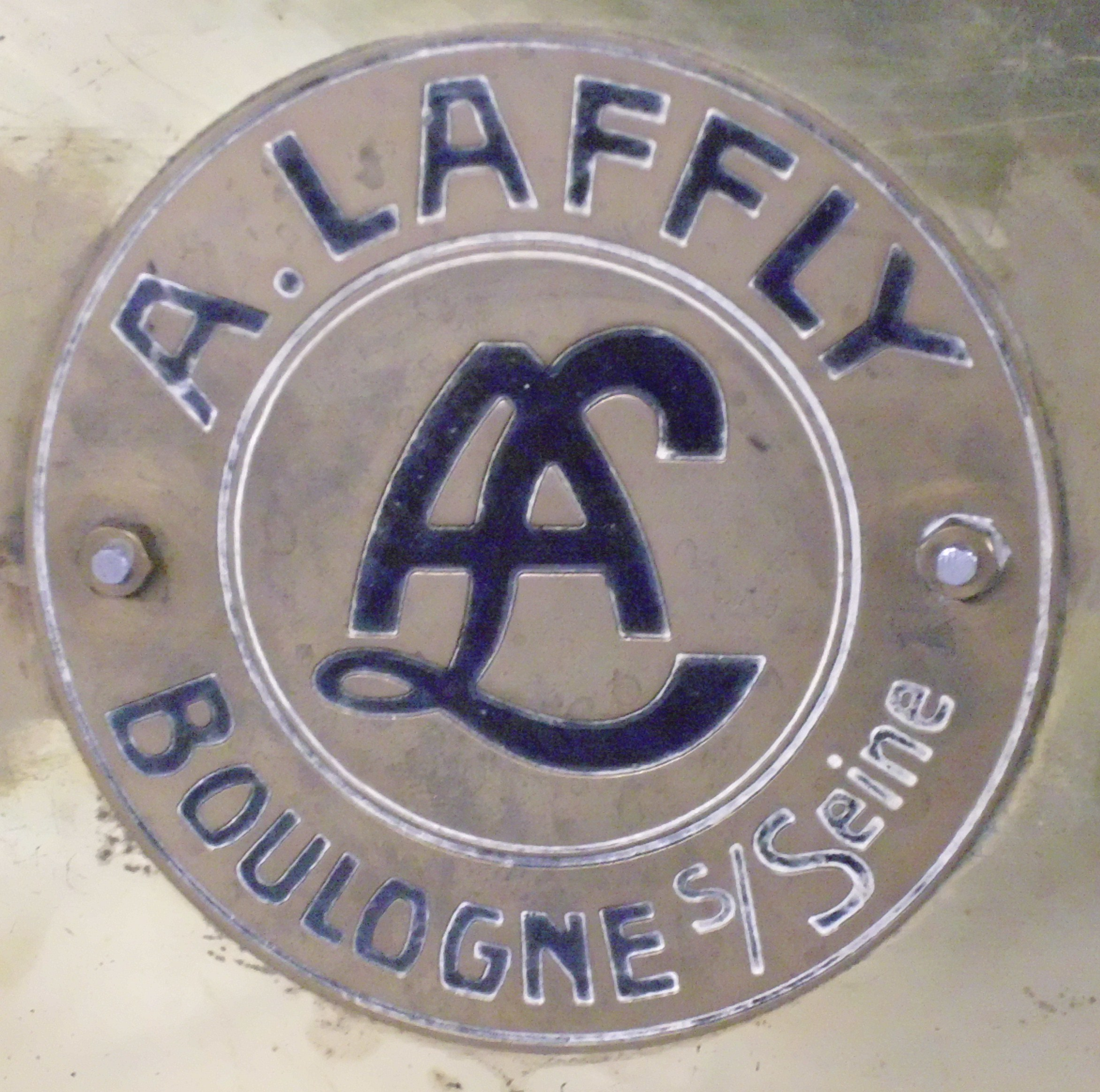
frühes Emblem
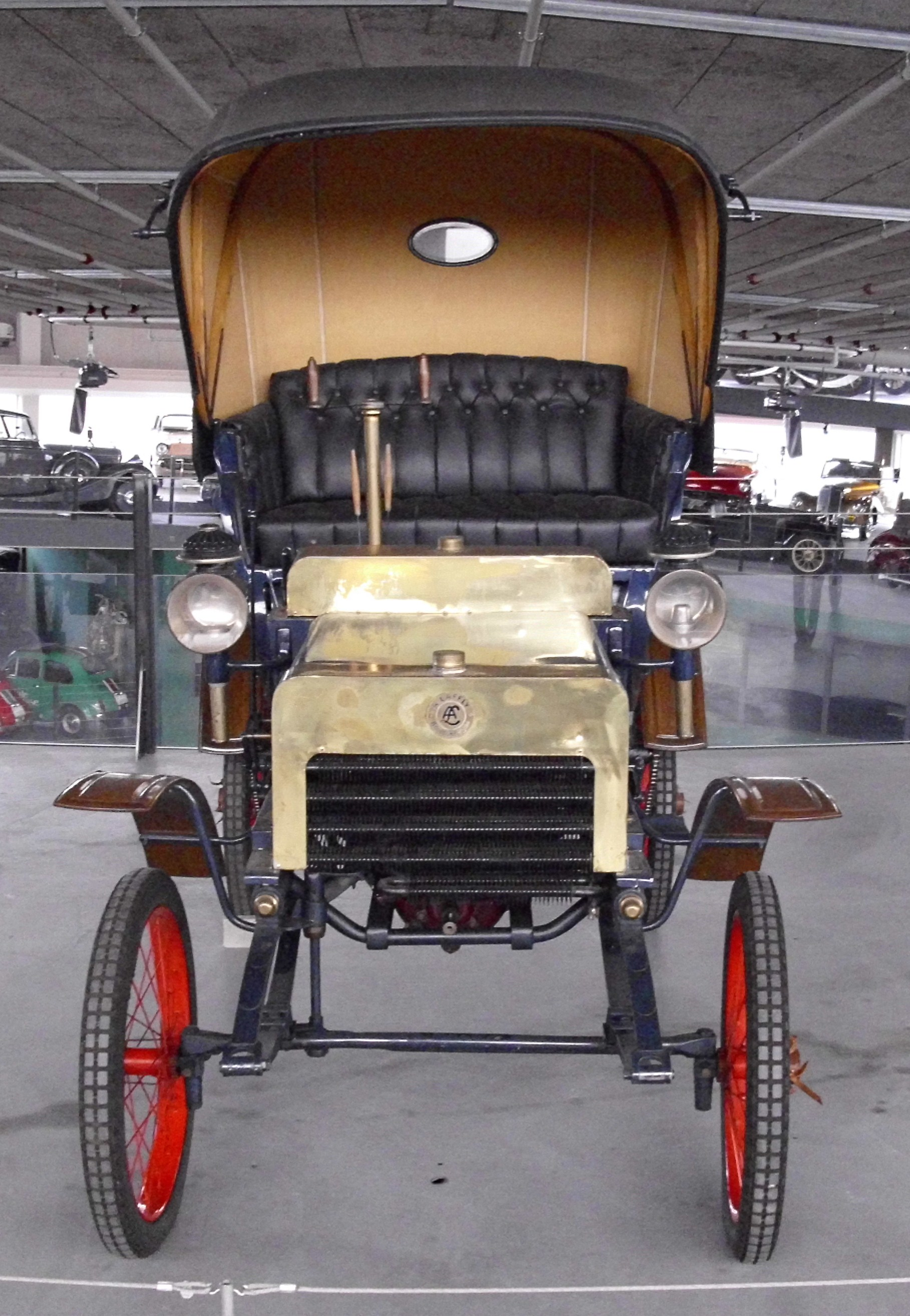
Frontansicht
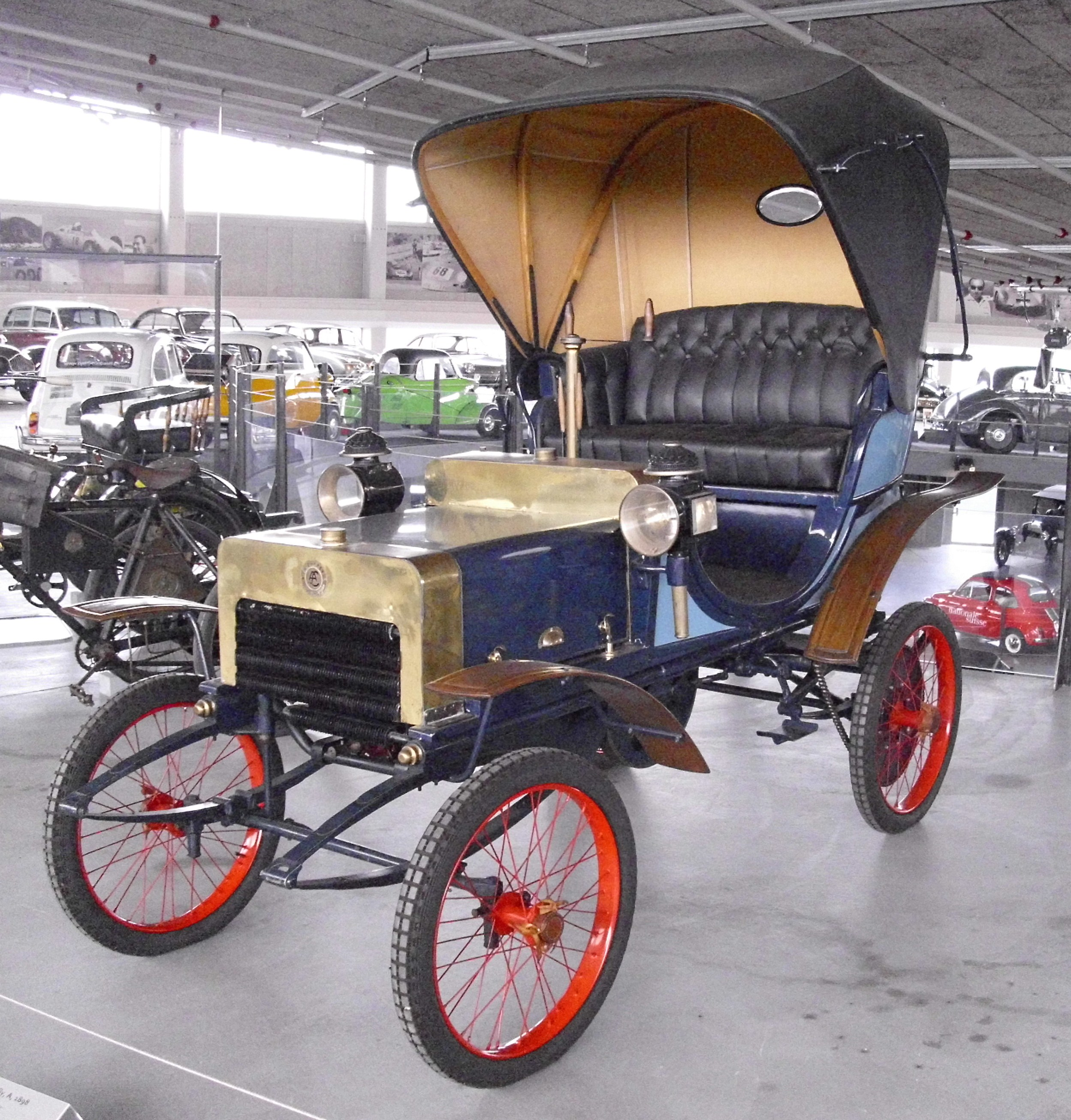
schräg
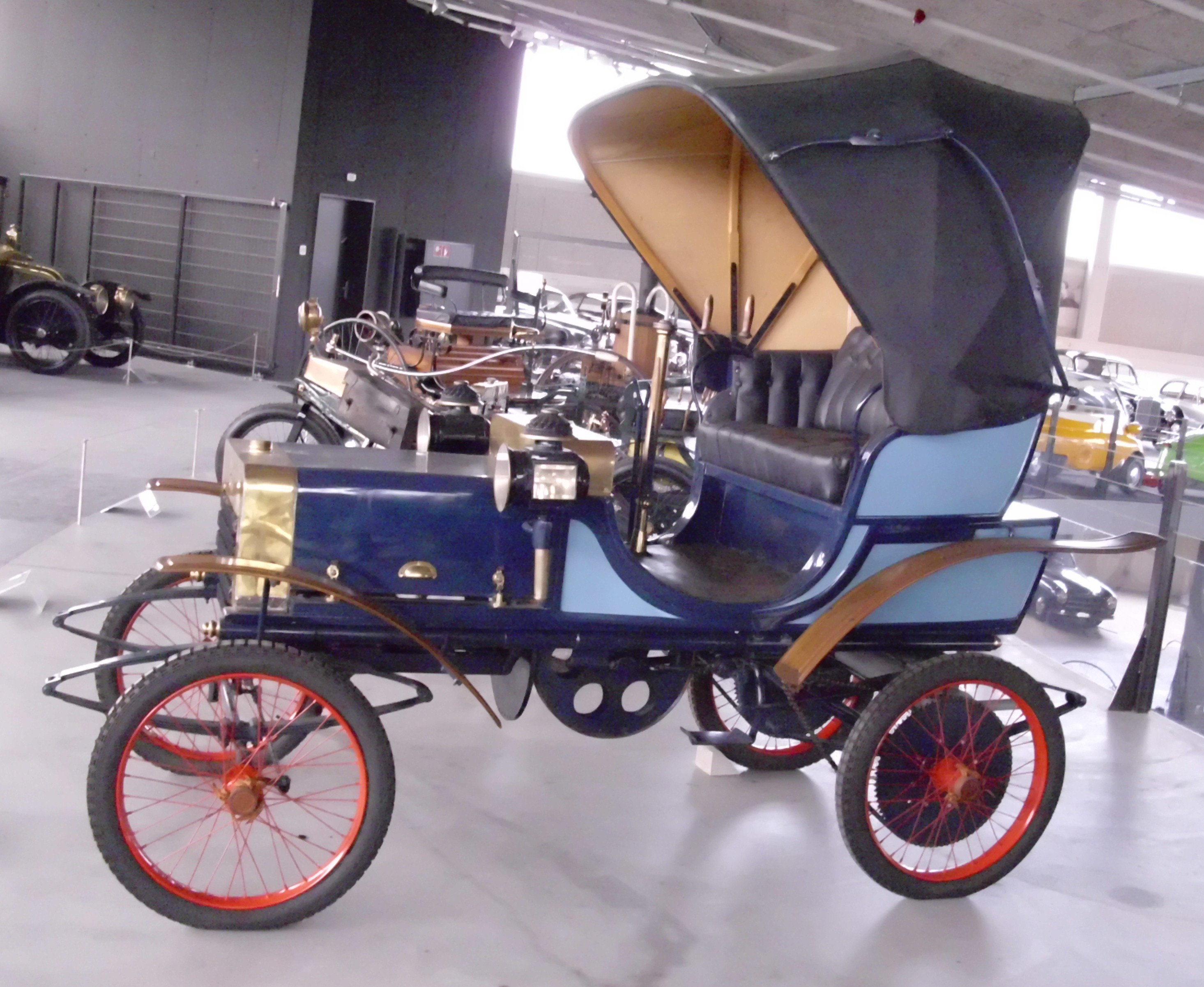
Seitenansicht

### Baumaschinen und Feuerwehrfahrzeuge
Ab etwa 1912 begann Laffly, die von ihr gebauten, Maschinen und Geräte für den Straßenbau wie auch für die Feuerwehr (es werden Kehr- und Sprinklermaschinen, Straßenwalzen, ferner Feuerwehrpumpen genannt) auf Antrieb mit Ottomotoren umzustellen. Diese Geschäftssparte behielt das Unternehmen bis zu seinem Ende bei.

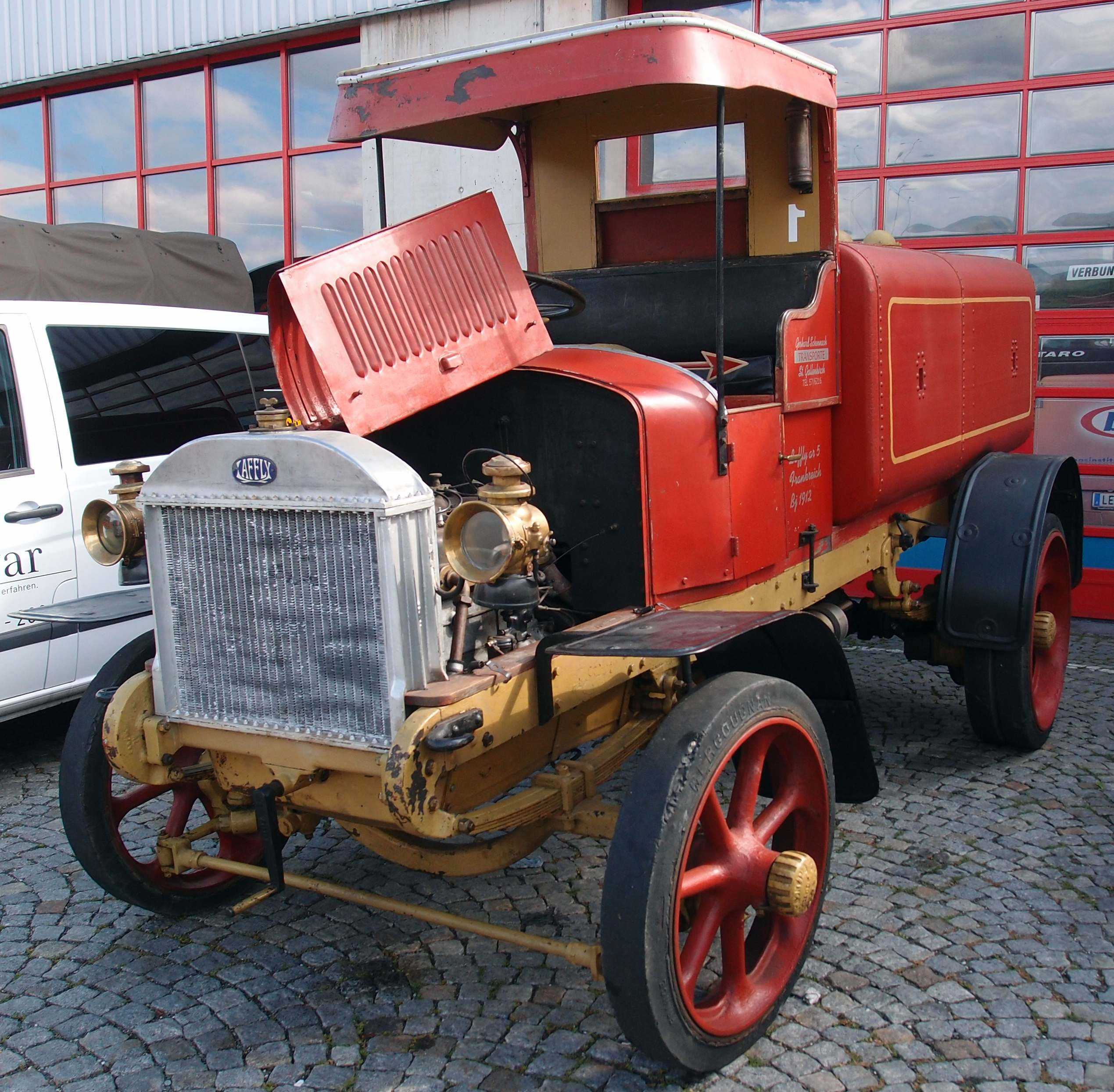
Laffly AR 5 von 1912
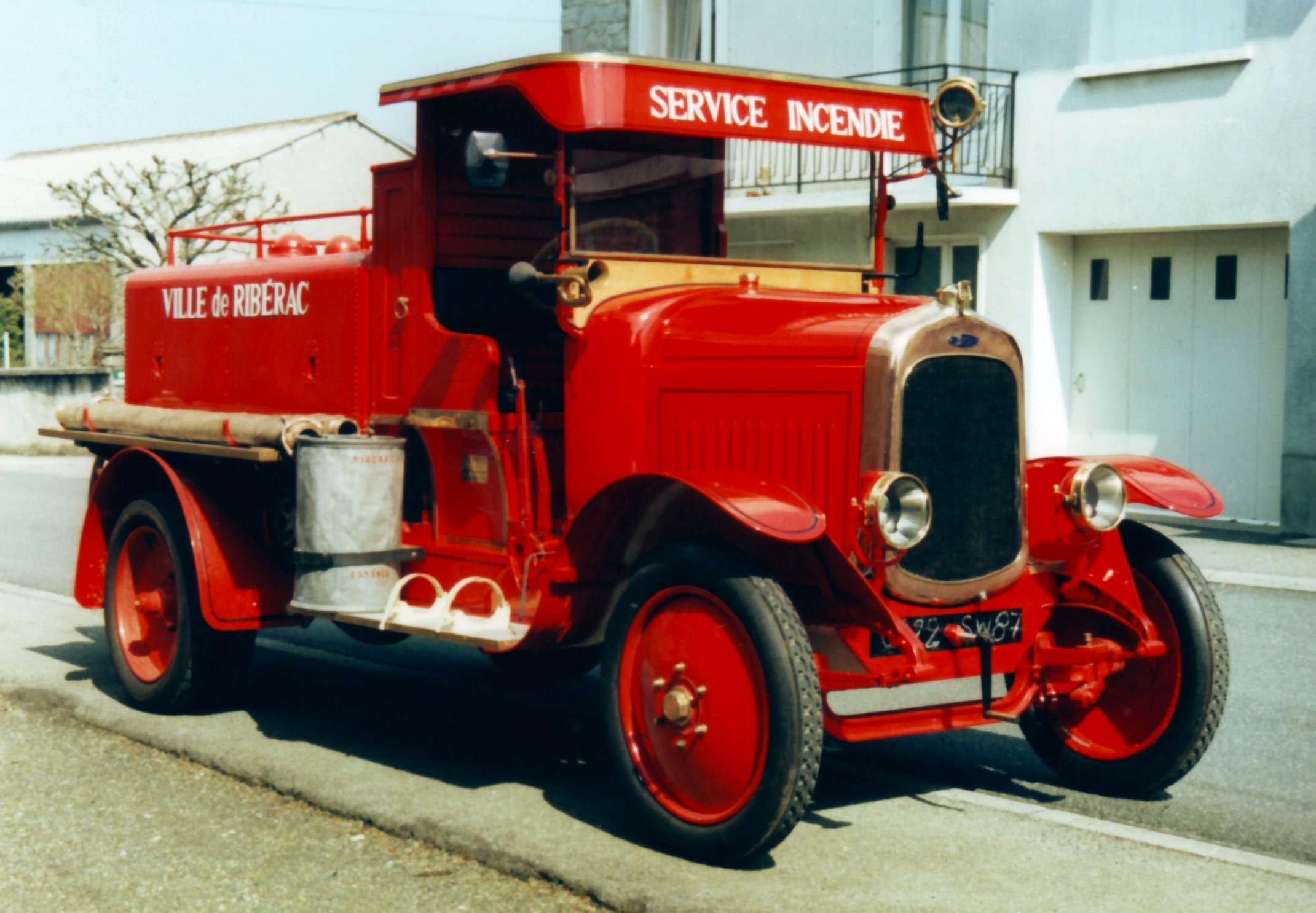
Feuerwehrfahrzeug von Laffly von 1923
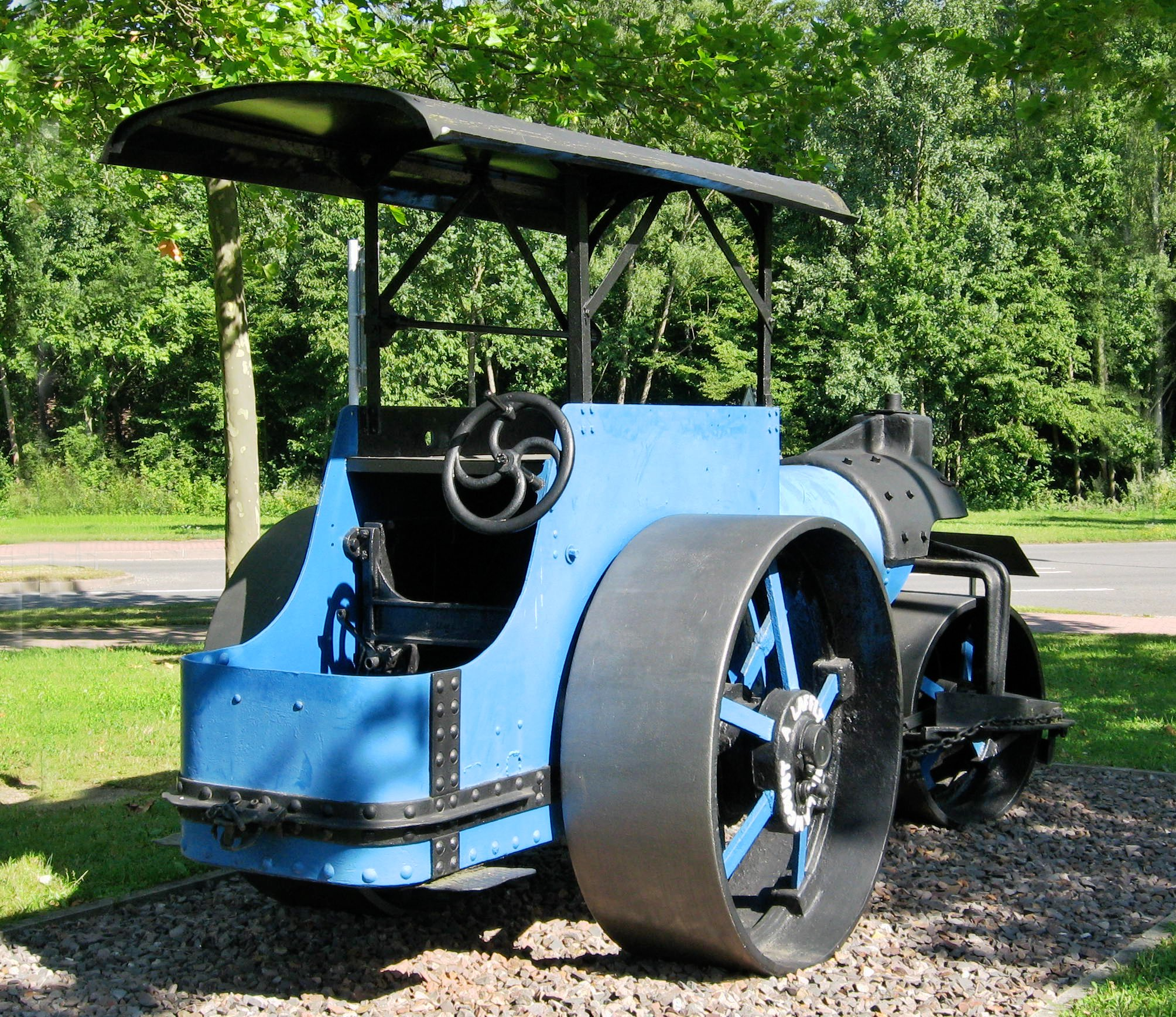
Motorstraßenwalze von 1924

### Lastkraftwagen

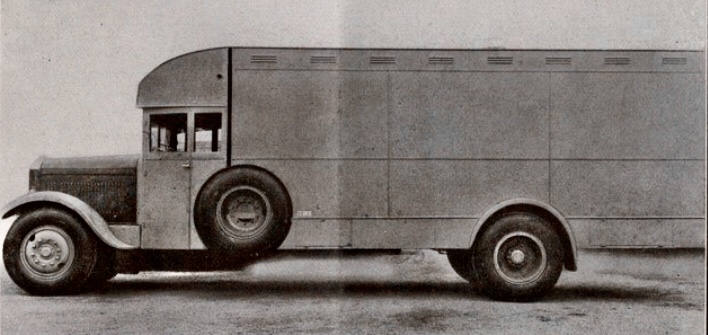
Laffly CBL 10 t LKW mit CLM Dieselmotor um 1932

Außer Feuerwehrfahrzeugen baute Laffly in den 1920er Jahren auch Lastkraftwagen.
Unter dem Namen Laffly-Schneider wurden von 1922 bis 1925 ein Dreitonner und ein Siebentonner-LKW mit Motoren von Somua/Schneider gebaut.
Ab 1925 gab es eine weite Palette von LKW mit 0,75 bis 8 Tonnen Nutzlast. Ab etwa 1930 rüstete Laffly seine LKW wahlweise auch mit Zweitakt-Diesel-Gegenkolbenmotoren aus, die von CLM in Lille nach Lizenzen von Junkers gebaut wurden. Der 2 PJ80 von CLM, ein Zweizylinder mit 35 PS, wurde bei einer Sahara Durchquerung mit einem Laffly Lastwagen mit einem Durchschnittsverbrauch von 15 bis 18 Liter pro 100 km betrieben.

### Militärfahrzeuge
Bereits ab 1926 hatte Laffly gewöhnliche LKW -teils mit besonderen Aufbauten versehen- an das Militär geliefert.
Die ersten speziell nur für das Militär konstruierten Fahrzeuge von Laffly waren Umbauten des Panzerspähwagens AMD White TBC: Die Fahrzeuge erhielten Anfang der 1930erjahre ein neues Fahrgestell und Motor von Laffly und hießen jetzt „Laffly 50 AM“, wobei 50 die Leistung in PS anzeigte und AM für „auto-mitrailleuse“, also „fahrbares Maschinengewehr“ stand.
Eine weitere Serie dieser Fahrzeuge, 1935 entsprechend umgerüstet, erhielt einen 80-PS-Motor und hieß jetzt: „Laffly 80 AM“.
Ab 1934 entstanden bei Laffly zahlreiche weitere allradgetriebene Militärfahrzeuge. Der österreichische Konstrukteur Hollos, der in der Spittleraulände 13 in Wien ein Konstruktionsbüro betrieb, hatte an der Konstruktion zumindest der Sechsradfahrzeuge offenbar wesentlichen Anteil. Im Einzelnen waren es folgende Fahrzeugtypen:
Vierrädrige Fahrzeuge (4×4):
- Laffly V 15 T, auch bei Licorne gebaut
- Laffly V 15 R, auch bei Licorne gebaut

Sechsrädrige Fahrzeuge (6×6):
- Laffly S 15 T, auch bei Hotchkiss und Citroën gebaut
- Laffly S 15 R
- Laffly S 20 TL
- Laffly S 25 T
- Laffly S 35 T
- Laffly S 45 T

Die Typenbezeichnungen sind wie folgt aufzulösen:
- Der erste Buchstabe bedeutet als R oder V ein Vierradfahrzeug, als S oder W ein Sechsradfahrzeug.
- Die dann folgende zweistellige Ziffer gibt die ungefähre Nutzlast in Zentnern an.
- der dann folgende Buchstabe bedeutet: R („reconnaissance“) = Aufklärungsfahrzeug, PKW, T („tracteur“) = Zugmaschine, L („liaison“) = Nachrichtenverbindungs-Fahrzeug.
- Folgt noch ein Buchstabe, so bedeutet dieser L („longue“) = langes Fahrgestell, C („court“) = kurzes Fahrgestell[8]

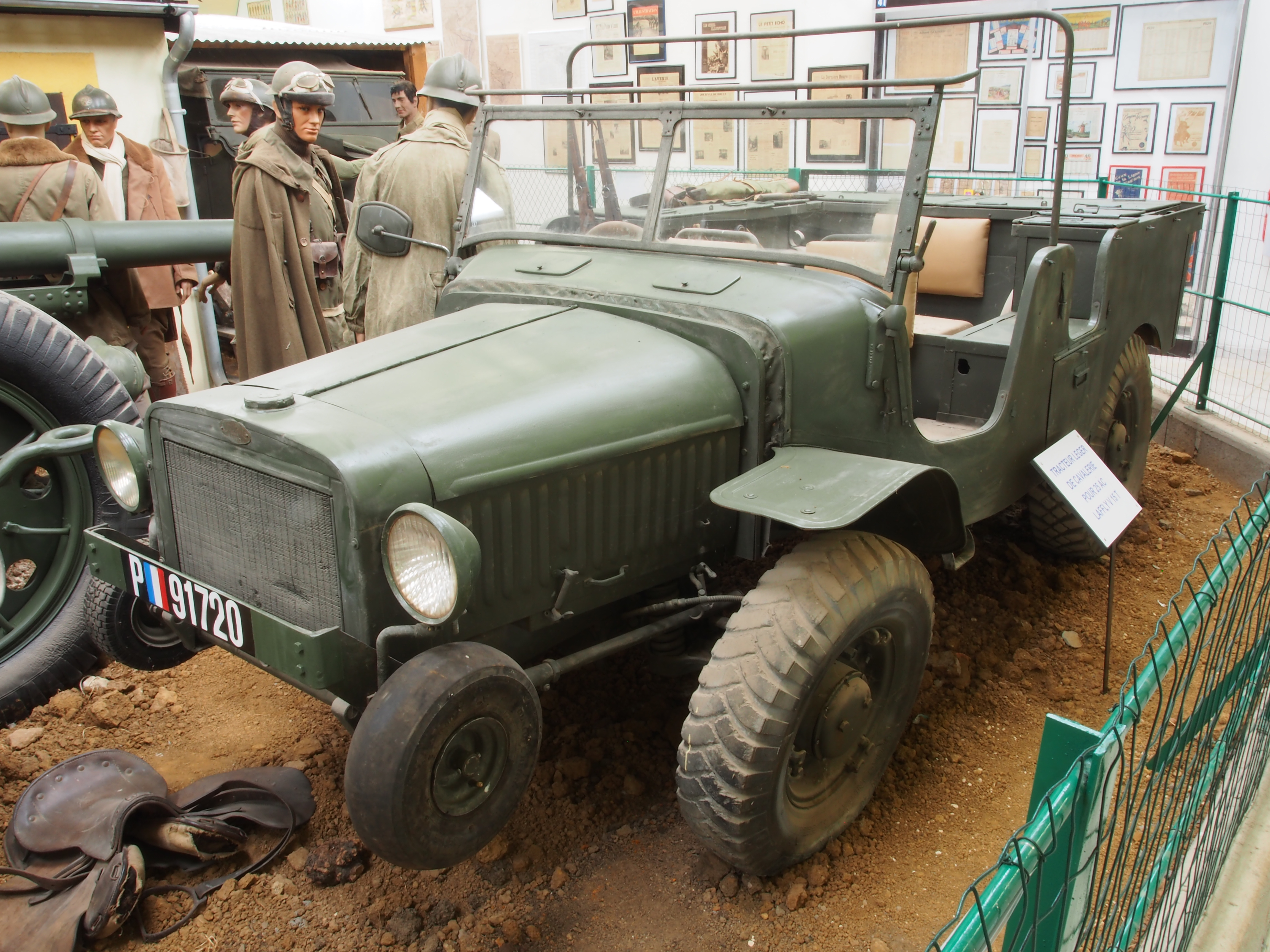
Artilleriezugmaschine Laffly V 15 T
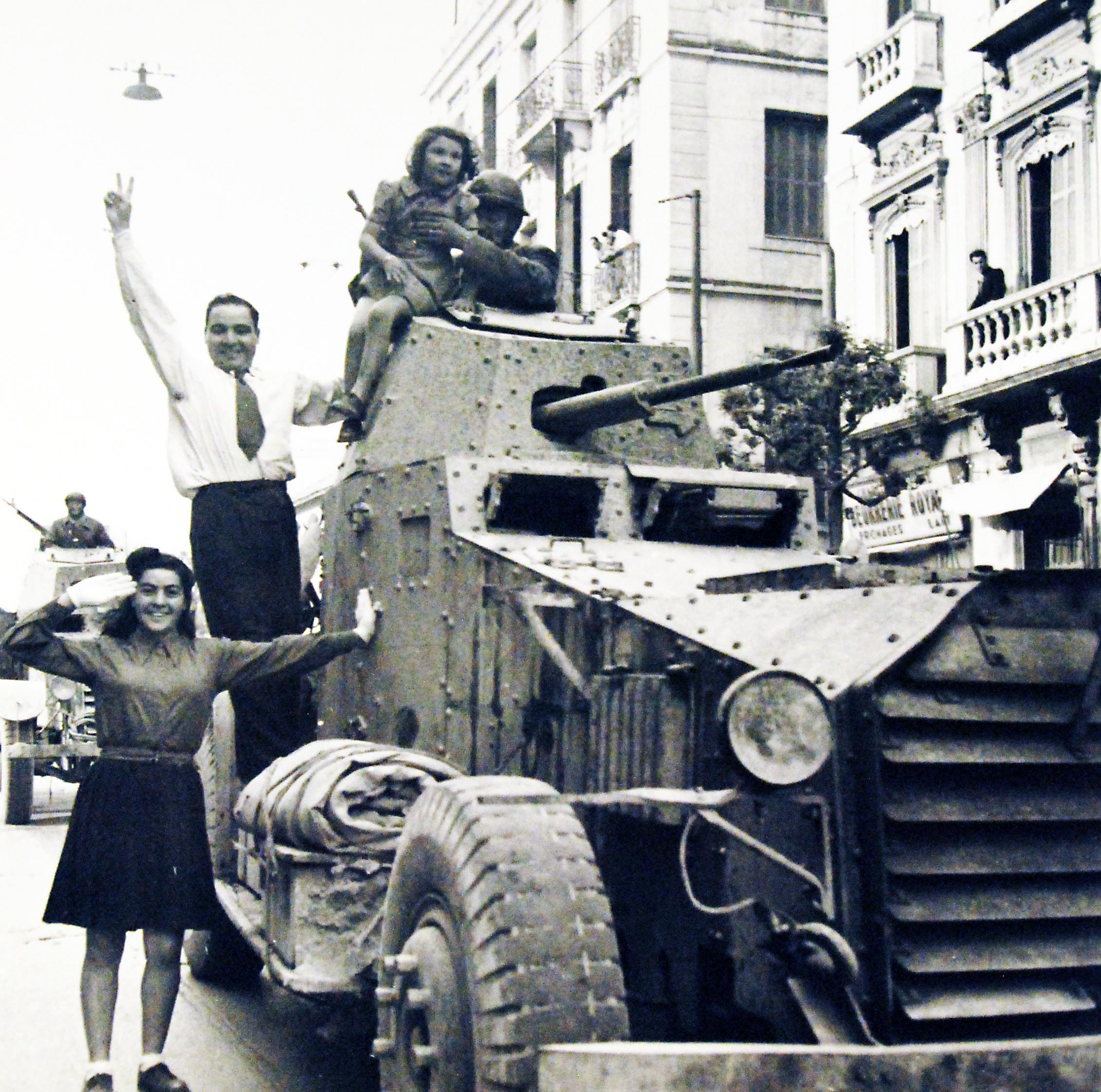
Panzerwagen Laffly 80 AM
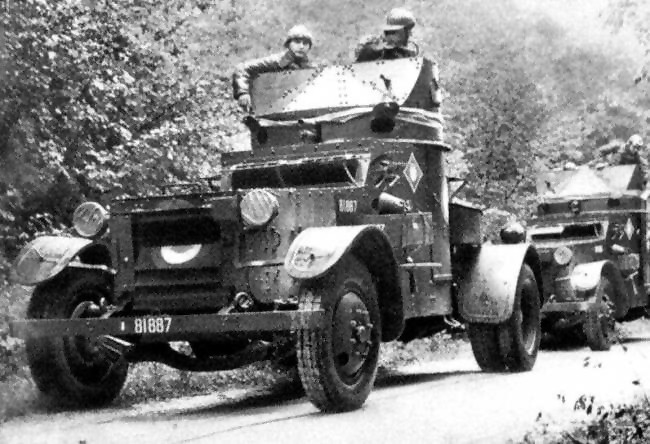
Panzerwagen Laffly 50 AM
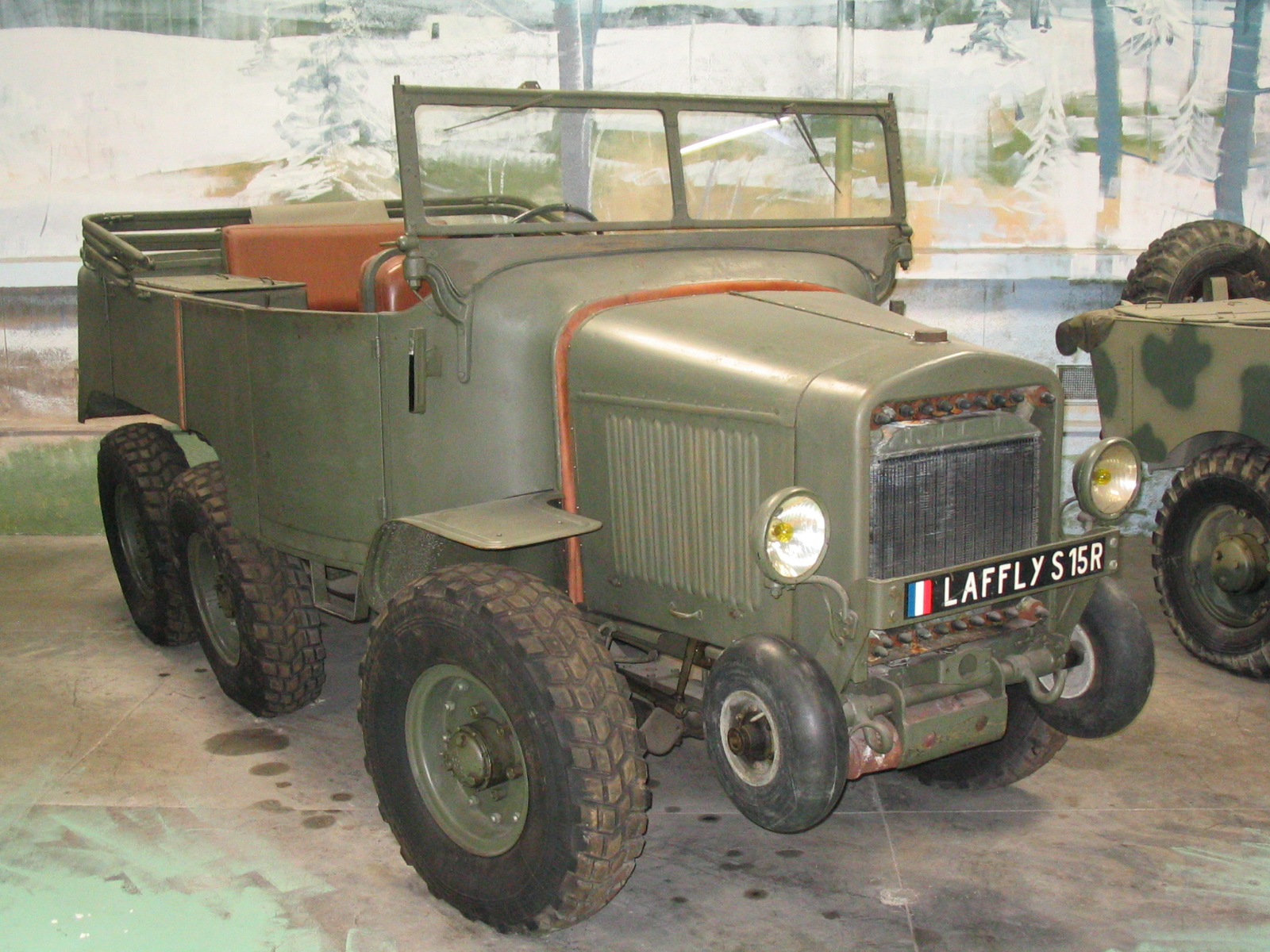
Aufklärungsfahrzeug Laffly S 15